# Roberto Vannacci
Roberto Vannacci (La Spezia, Liguria, 20 de noviembre de 1968) es un político y general italiano. Es miembro del Parlamento Europeo por la Liga (desde julio de 2024).

## Biografía
Vannacci nació en La Spezia, Liguria, en 1968. Asistió a la Academia Militar de Módena y a la Escuela de Aplicaciones de Turín y obtuvo cuatro maestrías: en Ciencias estratégicas, obtenida en la Universidad de Turín; en Ciencias internacionales y diplomáticas en la Universidad de Trieste; en Ciencias militares en la Universidad de Bucarest; y una maestría de segundo nivel en Estudios Estratégicos-Militares Internacionales en colaboración con la Università Cattolica del Sacro Cuore (Milán) y la Universidad Internacional Libre de Guido Carli (Roma).
Durante su carrera militar, Vannacci desempeñó los cargos de comandante del 9º Regimiento de Asalto de Paracaidistas "Col Moschin", de la Brigada de Paracaidistas Folgore, de las tropas italianas en la guerra civil iraquí así como de la "Task Force 45" durante la Guerra en Afganistán. También comandó las fuerzas italianas desplegadas en los Balcanes, Ruanda, Somalia y Libia, y recibió la Legión del Mérito de Estados Unidos en 2018 por sus esfuerzos para combatir al grupo Estado Islámico.
Vannacci se convirtió en una figura conocida y discutida tras la publicación, en agosto de 2023, de su libro Il mondo al contrario (en castellano: El mundo al revés) que, debido a las controvertidas declaraciones expresadas sobre feministas, inmigrantes, homosexuales, ambientalismo y los judíos lo llevaron al centro de una considerable atención mediática.El libro alcanzó el primer puesto entre los más vendidos en Italia en la semana del 14 al 20 de agosto. El Ministro de Defensa, Guido Crosetto, dijo que la publicación no había sido autorizada por los superiores de Vannacci y que Vannacci "expresó opiniones que desacreditan al Ejército, al Ministerio de Defensa y a la Constitución".
El 18 de agosto de 2023, el jefe del Estado Mayor del ejército italiano, general de cuerpo de ejército Pietro Serino, abrió una investigación sumaria contra el general Vannacci por el contenido de su libro. Dados los resultados de esta investigación, el 4 de noviembre se informó al general de la apertura de una investigación formal en su contra para determinar posibles infracciones disciplinarias. Esta investigación concluyó en febrero de 2024 con suspensión del servicio durante once meses con la mitad del salario. Según las conclusiones del procedimiento interno, de hecho, la publicación del libro habría determinado una "lesión al principio de neutralidad de las Fuerzas Armadas [...] comprometiendo el prestigio y reputación de la Administración a la que pertenece y generando posibles efectos emulativos disruptivos y divisorios en el 'ámbito del equipo militar'.
Casado con Camelia Mihailescu, de origen rumano, tiene dos hijas.

### Miembro del Parlamento Europeo
En abril de 2024 aceptó la candidatura al Parlamento Europeo por el partido de derecha La Liga. Fue elegido miembro del Parlamento Europeo y fue el segundo candidato más votado en Italia, tan sólo por detrás de la primera ministra, Giorgia Meloni.En julio de 2024, iba a ser elegido vicepresidente del grupo del Parlamento Europeo Patriotas por Europa, sin embargo, los demás partidos se opusieron a su nombramiento, que lo consideraban demasiado extremista.
El diario italiano La Repubblica señaló que ya existe un partido llamado Europa Soberana e Independiente, con unos estatutos y un reglamento muy similares a El mundo al revés. Y unos objetivos comunes: una Europa poderosa, libre y autónoma, que permita a los europeos retomar su destino de civilización, prosperidad y paz. Para ello, propone la salida de Italia de la OTAN, a la vez que promueve el desarrollo político, comercial y cultural con Rusia.